# Vlissingen
Vlissingen (anhörenⓘ) (seeländisch Vlissienge), als frühere englische Garnisonsstadt auch Flushing genannt, ist eine niederländische Hafenstadt an der Mündung der Westerschelde, an der Südküste der Halbinsel Walcheren in der niederländischen Provinz Zeeland.

## Basisdaten
Vlissingen ist ein wichtiger Ort für die Schifffahrt, als Standort für Lotsen, die Schiffe durch die engen Fahrrinnen der Westerschelde nach oder zu den Seehäfen von Terneuzen und Antwerpen leiten. Hier mündet der Kanaal door Walcheren in die Westerschelde. Auch die Königliche-Marine-Werft hat hier ihren in den letzten Jahrzehnten deutlich verkleinerten Standort, genauso wie eine große Fischereiflotte. In den letzten Jahrzehnten stetig gewachsen ist auch die Bedeutung des Tourismus für Vlissingen, deutlich erkennbar an der Skyline des Boulevards, der einzigen Strandpromenade mit Südausrichtung in den Niederlanden. Östlich der Stadt liegt um den Seehafen angeordnet ein großes und bedeutendes Industriegebiet.
Im März 2003 wurde die ehemalige Kfz-Fährverbindung von Vlissingen nach Breskens durch den Westerscheldetunnel ersetzt. Für Fußgänger und Radfahrer besteht die Verbindung weiterhin, jedoch mit neuen kleineren Fährschiffen.

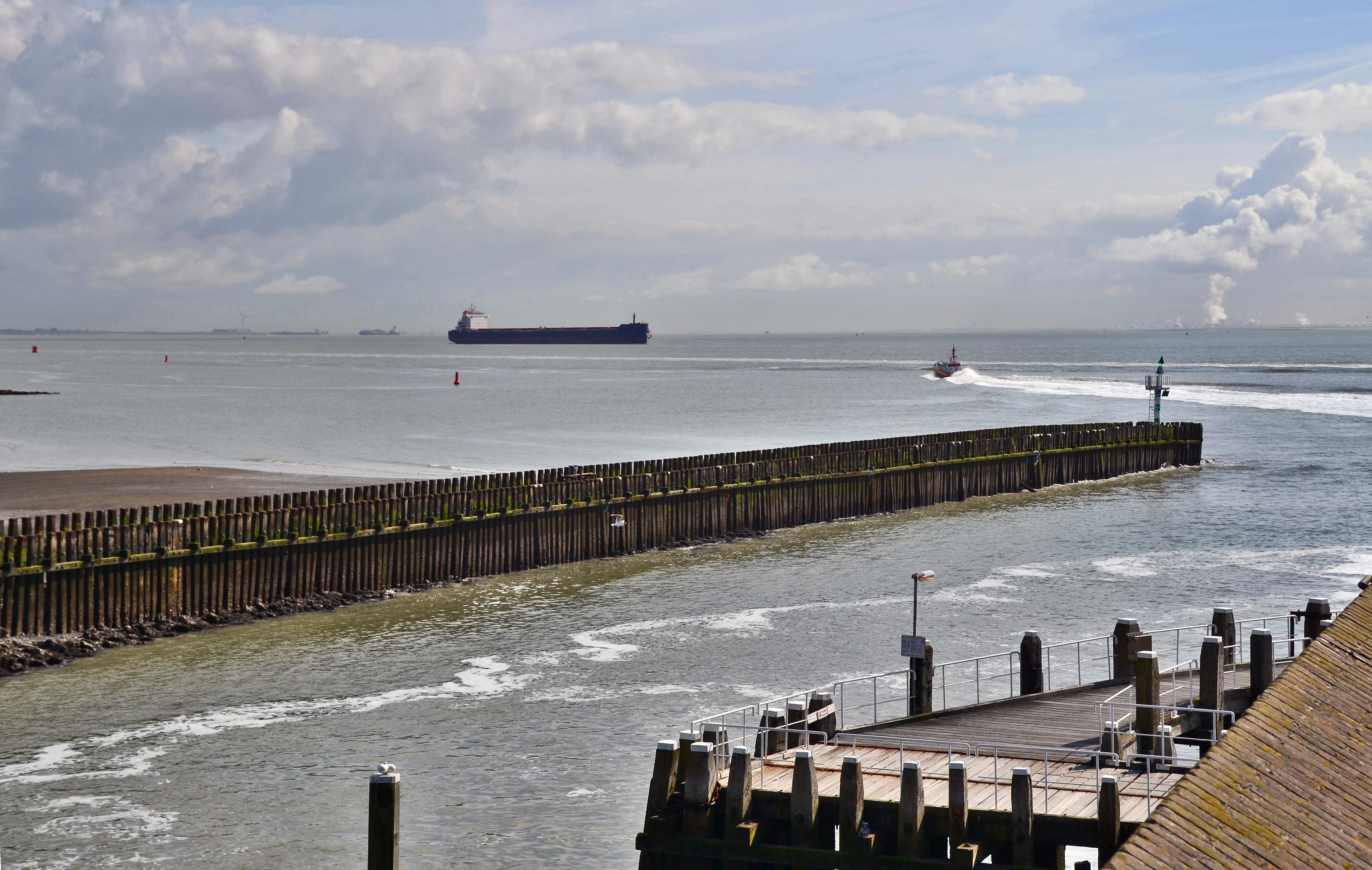
Westerschelde vor Vlissingen mit auslaufendem Lotsenboot
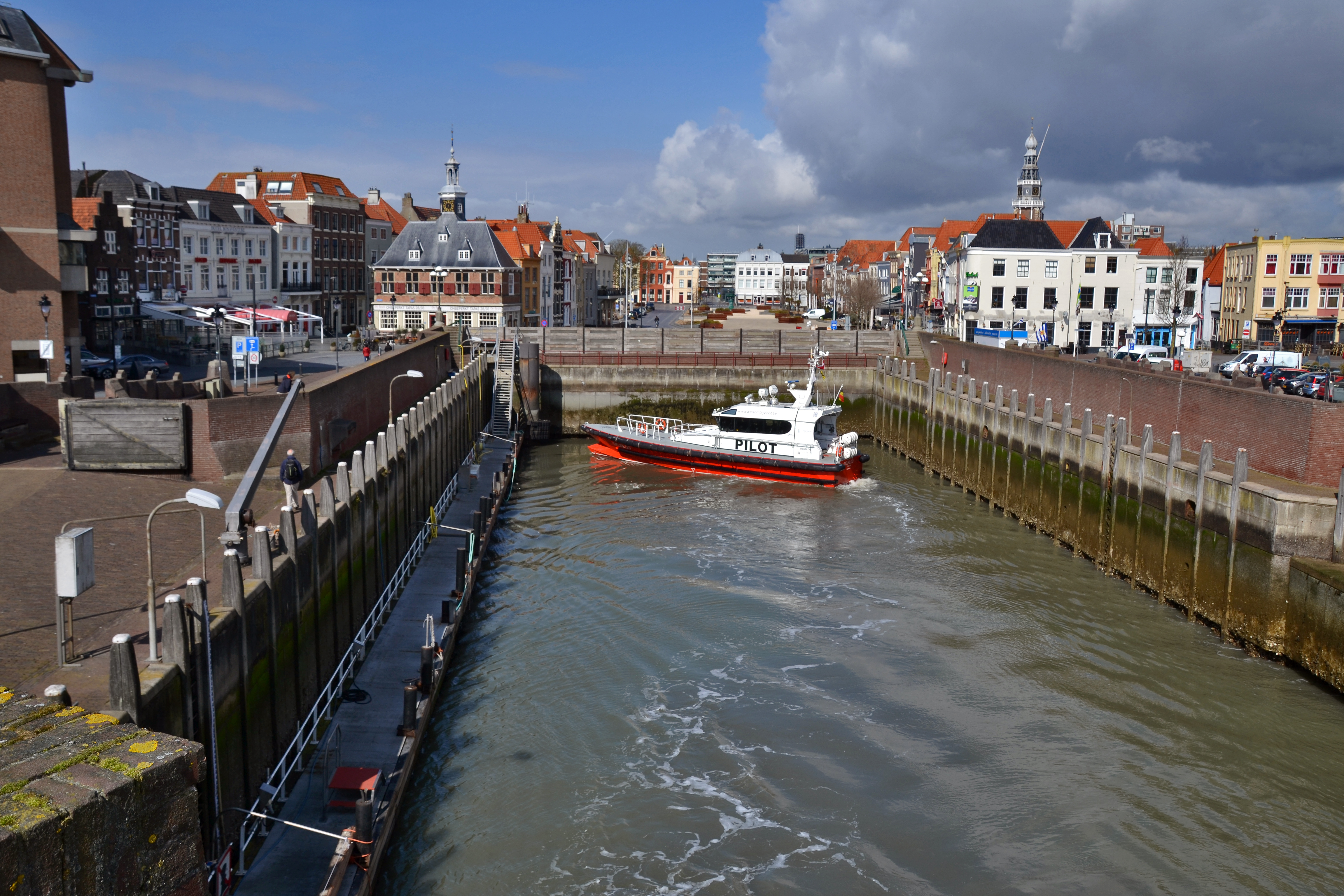
Vlissingen, Lotsenhafen, März 2018
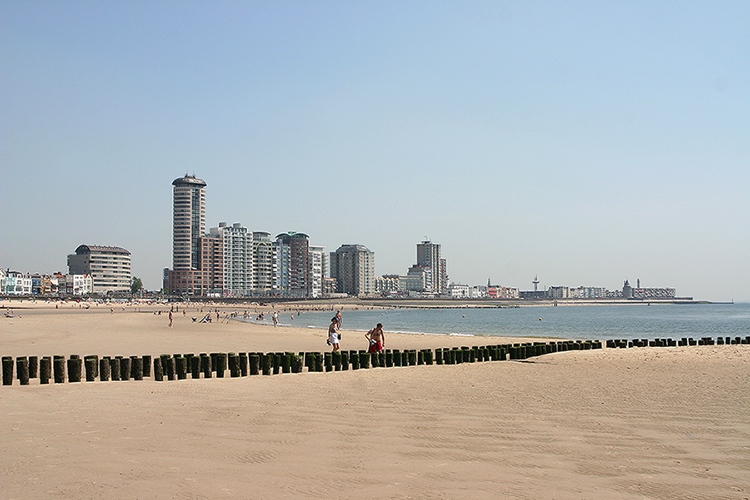
Stadtstrand und Boulevard mit Hotel- und Apartmentgebäuden
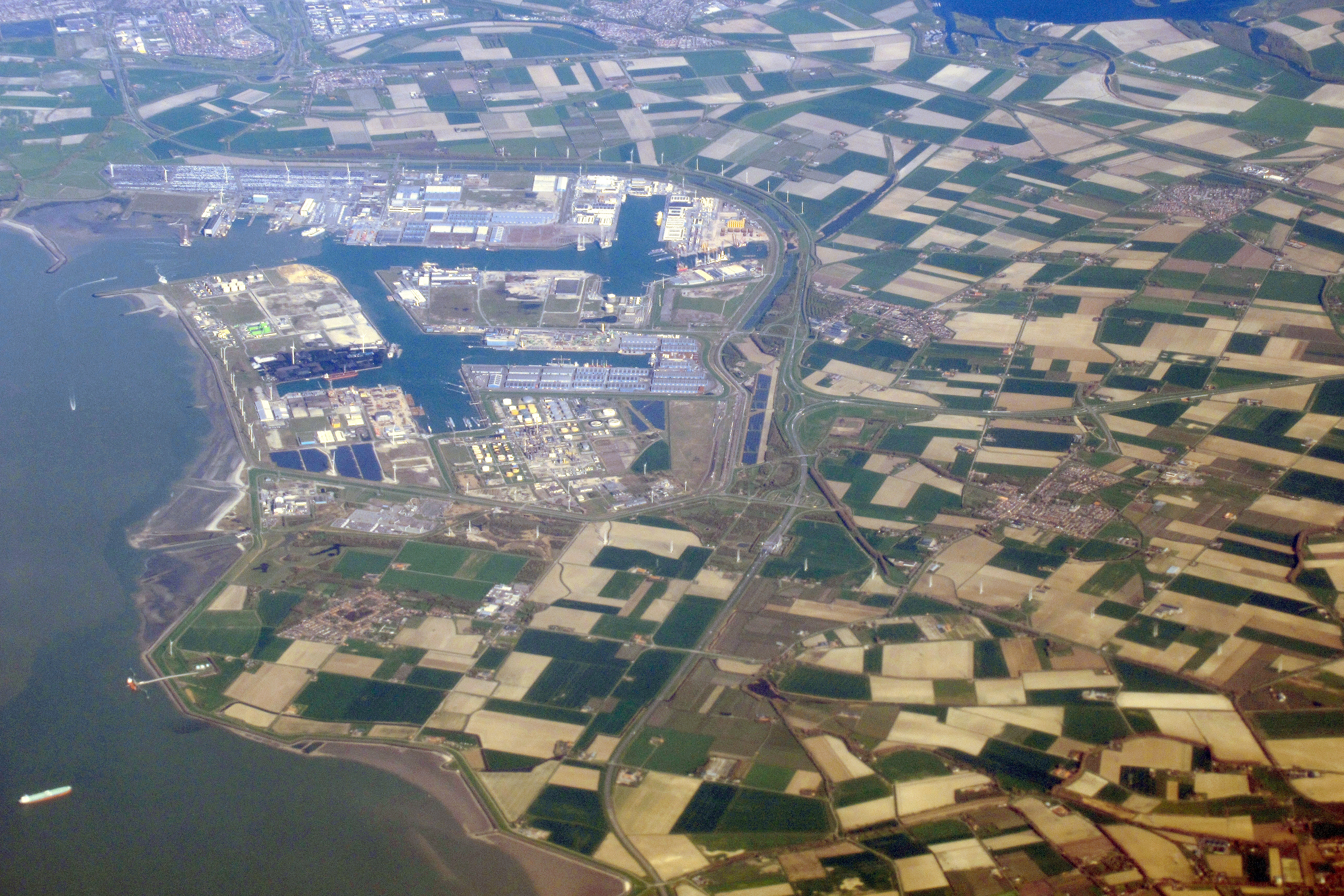
Hafen Vlissingen

|                       | Jan  | Feb  | Mär  | Apr  | Mai  | Jun  | Jul  | Aug  | Sep  | Okt  | Nov  | Dez  |   |       |
| Mittl. Tagesmax. (°C) | 5,6  | 5,9  | 8,7  | 11,6 | 15,9 | 18,4 | 20,9 | 21,3 | 18,2 | 14,2 | 9,6  | 6,9  | ⌀ | 13,1  |
| Mittl. Tagesmin. (°C) | 1,9  | 1,7  | 3,7  | 5,7  | 9,4  | 12,1 | 14,5 | 14,9 | 12,8 | 9,4  | 5,6  | 3,3  | ⌀ | 8     |
|                       |      |      |      |      |      |      |      |      |      |      |      |      |   |       |
| Niederschlag (mm)     | 58,7 | 41,0 | 52,6 | 41,0 | 50,7 | 65,5 | 61,5 | 57,4 | 69,9 | 79,8 | 75,8 | 66,9 | Σ | 720,8 |
|                       |      |      |      |      |      |      |      |      |      |      |      |      |   |       |
| Regentage (d)         | 18   | 13   | 16   | 14   | 14   | 14   | 13   | 12   | 15   | 17   | 19   | 18   | Σ | 183   |

| 1,9 |

| 1,7 |

| 3,7 |

| 5,7 |

| 9,4 |

| 12,1 |

| 14,5 |

| 14,9 |

| 12,8 |

| 9,4 |

| 5,6 |

| 3,3 |

| 1,9 |

| 1,7 |

| 3,7 |

| 5,7 |

| 9,4 |

| 12,1 |

| 14,5 |

| 14,9 |

| 12,8 |

| 9,4 |

| 5,6 |

| 3,3 |

## Geschichte
Vlissingen wird Ende des 12. Jahrhunderts erstmals erwähnt und bekam 1315 Stadtrechte. Das östlich der Stadt gelegene Fort Rammekens wurde 1547 erbaut, um Schiffe der Vereinigten Ostindien-Kompanie zu schützen. Der Wohlstand der Stadt basierte auf Heringshandel und Salzgewinnung, aber auch Kaperfahrten und Sklavenhandel der Reeder. König Philipp II. schiffte sich hier 1559 nach Spanien ein, um nie wieder in die Niederlande zurückzukehren. Als eine der ersten niederländischen Städte rebellierte Vlissingen 1572 gegen die spanische Oberherrschaft. 1573 gelang es einer niederländischen Flotte im Rahmen des niederländischen Unabhängigkeitskrieges in der Schlacht bei Vlissingen, ein Kanonenbombardement der Stadt durch die spanische Armada zu verhindern. Vlissingen wurde 1585 nebst Briel und Fort Rammekens von Wilhelm von Oranien im  Vertrag von Nonsuch als Pfand für die Holland geliehenen Truppen an Königin Elisabeth I. verpfändet und war bis 1616, als das Darlehen zurückgezahlt war, eine englische Garnison, auch um die Spanier fernzuhalten.

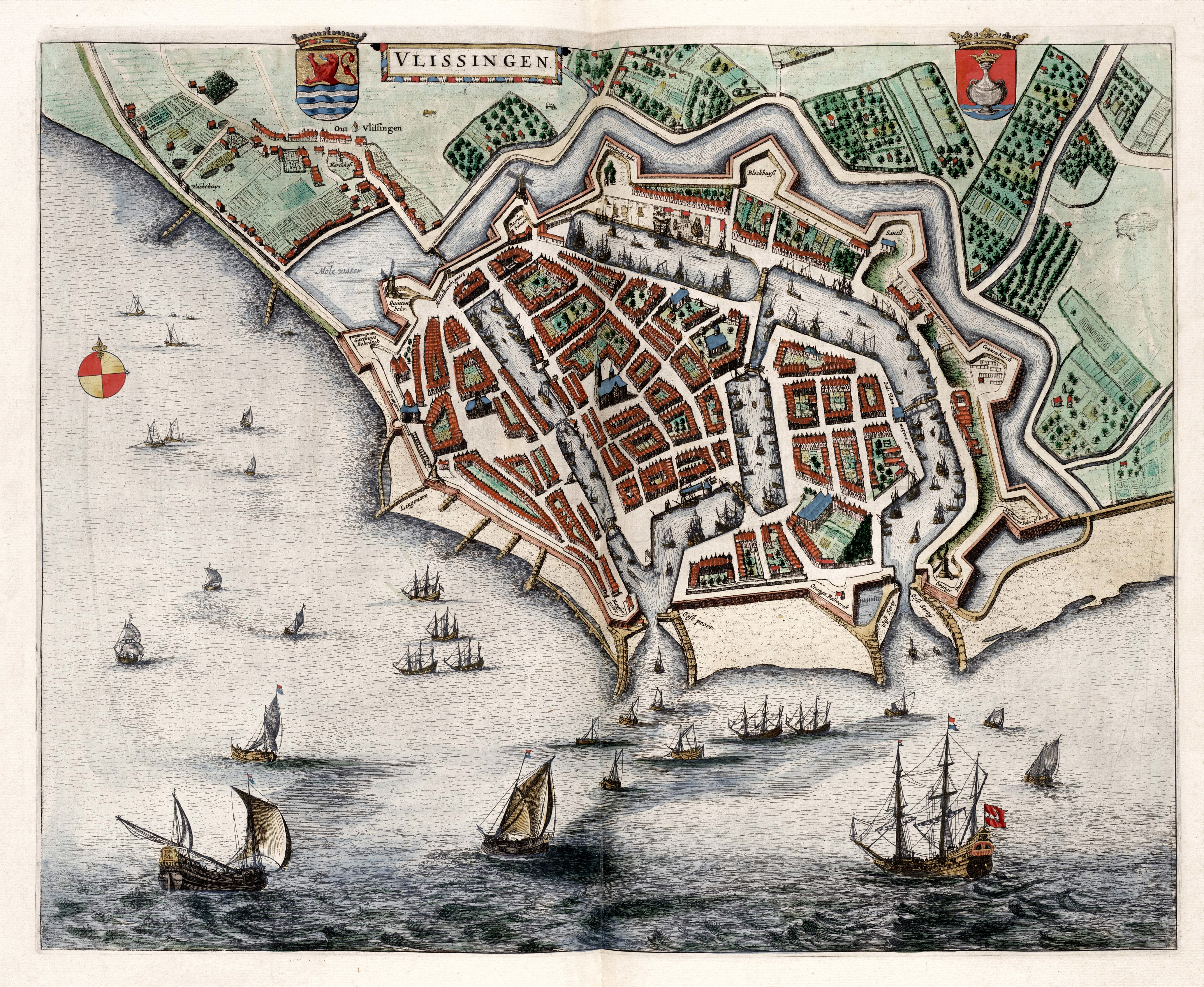
Karte von Vlissingen aus dem Atlas Maior (1649)
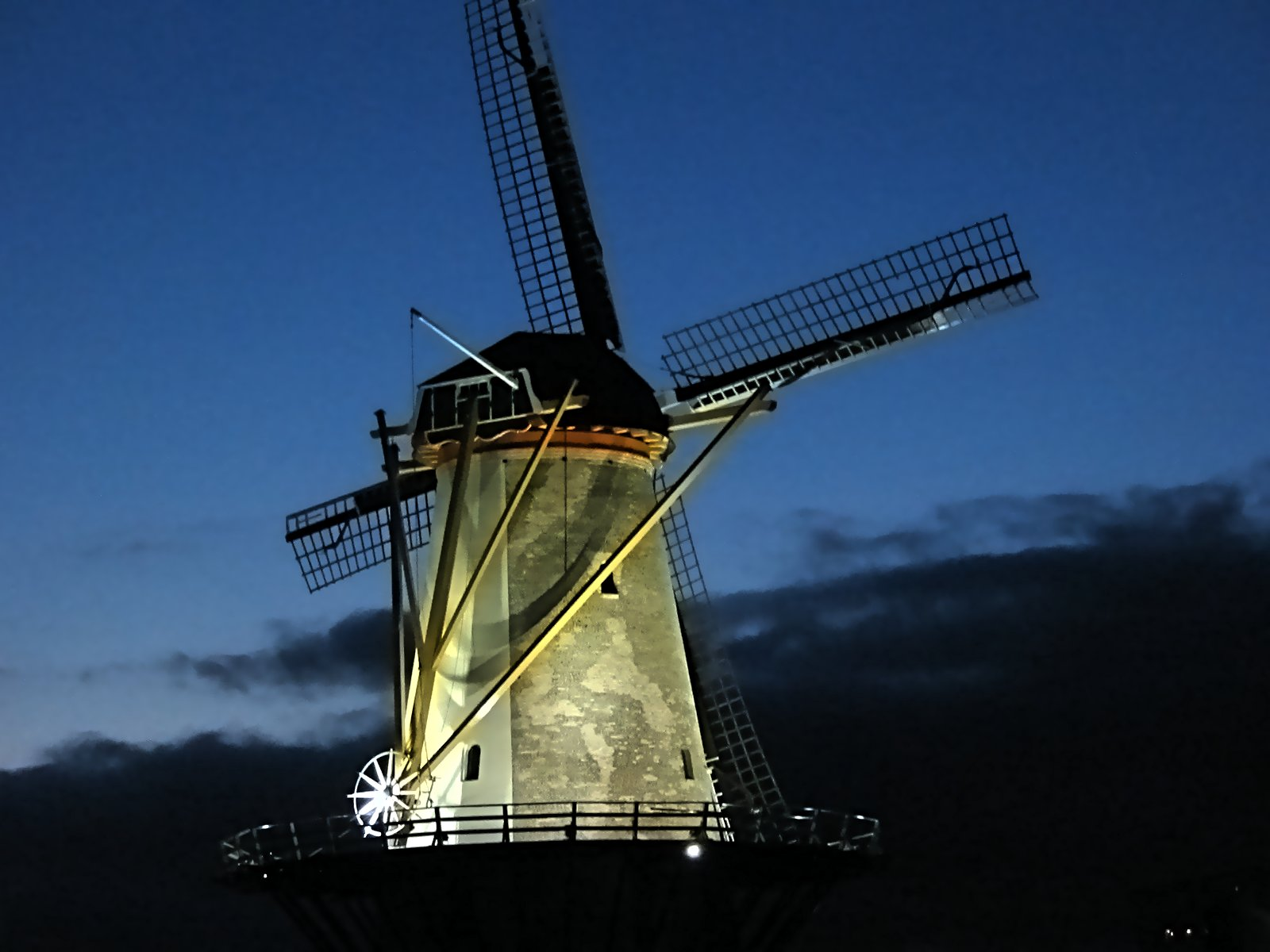
Windmühle Oranje (Oranjemolen) von 1699

Ab dem 18. Jahrhundert war Vlissingen vor allem als Marinestation wichtig. Am 21. Januar 1808 wurde es dem Französischen Kaiserreich einverleibt. Während der Napoleonischen Kriege war es für die Engländer bei ihrer Walcheren-Expedition 1809 ein vorrangiges Ziel, Vlissingen wegen dessen beherrschender Stellung am Eingang der Schelde zu erobern. General Monnet war Kommandant der Festung, die 5000 Mann Besatzung zählte. Am 30. Juli 1809 landeten die Engländer auf Walcheren und begannen die Einschließung Vlissingens von der Landseite nach einem lebhaften Gefecht mit der Garnison, die einen Ausfall gemacht hatte (1. August 1809). General Sir Eyre Coote und Generalmajor Frayer befehligten die Einschließungstruppen. Zugleich erschien auch Admiral Strachan mit der Flotte vor dem Hafen und begann die Beschießung der Stadt, während auf der Landseite die Tranchéen eröffnet wurden. Die Ausfälle der Garnison vermochten nichts gegen die Übermacht der englischen Landtruppen und die schweren Geschütze der Linienschiffe und Fregatten gewannen bald die Oberhand über die Batterien der Festung. Endlich verlangte Monnet, nachdem die Bomben von den Schiffen einen Teil der Stadt eingeäschert hatten und er selbst verwundet war, zu kapitulieren, da an einen baldigen Entsatz kaum zu denken war. Zwar hatte der Hauptwall noch keine große Bresche, aber das Bombardement hatte in der von schlechten Festungswerken ohne Kasematten umgebenen Stadt starke Verwüstungen angerichtet und der Zustand der Befestigungen ermöglichte nicht, den Widerstand noch lange aufrechtzuerhalten. 4000 Mann und 225 Geschütze fielen in die Hände der Engländer; am 18. August zog die kriegsgefangene Garnison aus der Festung. Insgesamt waren über 100 Häuser, zwei Kirchen und das Rathaus zerstört worden. General Monnet wurde später vor ein Kriegsgericht gestellt und in Abwesenheit verurteilt. Die Engländer hielten Vlissingen noch bis November 1809 besetzt und zerstörten bei ihrem Abzug die Festungswerke und alle größeren Etablissements, die Napoleon dort für die Kriegsmarine angelegt hatte.
In der Folge war Vlissingen bis 1867 ein bedeutender Kriegshafen. Napoleon ließ Vlissingen 1810 bis 1812 wieder bedeutend verstärken. Seit 1865 wurde der Hafen in einen Handelshafen ersten Ranges umgewandelt, zu welchem Zweck zunächst das Sloe abgedämmt und dann ein breiter Kanal von Vlissingen über Middelburg nach Veere durch die Insel Walcheren gegraben wurde. Die neuen, an der Ostseite der Stadt gelegenen Hafenanlagen wurden 1873 neueröffnet. Wichtig war der Hafen vor allem für die Überfahrt nach England. 1841 wurde dem in Vlissingen geborenen Admiral Michiel de Ruyter dort ein Denkmal gesetzt.
Anfang September 1944 (im Zweiten Weltkrieg) besetzten britische Truppen Antwerpen und seinen Hafen, den die westalliierten Truppen für ihren Nachschub dringend brauchten.
Die Wehrmacht hatte auf der Halbinsel Walcheren hunderte Bunker bauen lassen; Küstenbatterien an der Südküste von Walcheren und von Zuid-Beveland konnten Schiffe im Schelde-Ästuar treffen.
Vom 2. Oktober bis zum 8. November 1944 fand die Schlacht an der Scheldemündung statt.
Am 1. November 1944 gelang frühmorgens von Breskens aus die Landung alliierter Truppen bei Vlissingen, was das Ende der deutschen Besatzung von Walcheren bedeutete.
Nach Eindeichungen der Zuid-Sloe Anfang der 1960er Jahre entstand östlich von Vlissingen das neue Seehafen- und Industriegebiet Vlissingen-Oost mit mehreren Hafenbecken.

## Politik
Sitzverteilung im Gemeinderat
Seit 1982 wird der Gemeinderat folgendermaßen gebildet:
| Partei                               | Sitze a | Sitze a | Sitze a | Sitze a | Sitze a | Sitze a | Sitze a | Sitze a | Sitze a | Sitze a | Sitze a |
| Partei                               | 1982    | 1986    | 1990    | 1994    | 1998    | 2002    | 2006    | 2010    | 2014    | 2018    | 2022    |
| ------------------------------------ | ------- | ------- | ------- | ------- | ------- | ------- | ------- | ------- | ------- | ------- | ------- |
| Partij Souburg Ritthem               | –       | –       | –       | –       | –       | 4       | 5       | 5       | 4       | 5       | 5       |
| Lokale Partij Vlissingen             | –       | –       | –       | –       | –       | 2       | 3       | 6       | 5       | 5       | 4       |
| Perspectief op Vlissingen! b         | –       | –       | –       | –       | –       | –       | 1       | 1       | 1       | 2       | 3       |
| PvdA                                 | 11      | 13      | 10      | 7       | 7       | 6       | 8       | 4       | 3       | 2       | 3       |
| VVD                                  | 7       | 6       | 4       | 4       | 6       | 5       | 3       | 2       | 2       | 2       | 2       |
| GroenLinks                           | –       | –       | –       | 2       | 2       | 2       | 1       | 2       | 1       | 2       | 2       |
| SGP                                  | –       | –       | –       | –       | –       | –       | –       | –       | 1       | 2       | 2       |
| 50PLUS                               | –       | –       | –       | –       | –       | –       | –       | –       | –       | 2       | 1       |
| SP                                   | –       | 0       | 0       | –       | 3       | 2       | 3       | 2       | 4       | 2       | 1       |
| D66                                  | 1       | 1       | 4       | 4       | 2       | 1       | 0       | 2       | 3       | 1       | 1       |
| FvD                                  | –       | –       | –       | –       | –       | –       | –       | –       | –       | –       | 1       |
| CDA                                  | 8       | 8       | 7       | 5       | 4       | 5       | 3       | 2       | 2       | 1       | 1       |
| ChristenUnie                         | –       | –       | –       | –       | –       | –       | 1       | 1       | 1       | 1       | 1       |
| Rechts Protestants Christelijke Unie | 1       | 1       | 2       | 2       | 2       | 2       | 1       | 0       | –       | –       | –       |
| Algemeen Ouderen Verbond/Unie 55+    | –       | –       | –       | –       | 1       | –       | –       | –       | –       | –       | –       |
| Centrum Democraten                   | –       | –       | –       | 3       | 0       | –       | –       | –       | –       | –       | –       |
| Progressief Vlissingen               | 1       | –       | –       | –       | –       | –       | –       | –       | –       | –       | –       |
| Gesamt                               | 29      | 29      | 27      | 27      | 27      | 29      | 29      | 27      | 27      | 27      | 27      |

Anmerkungen

## HZ Vlissingen
In Vlissingen befindet sich die Hogeschool Zeeland (1904), die als Einzugsgebiet die gesamte Halbinsel hat. Die Schule betont ihre internationale Ausrichtung. Von den ca. 4000 Studenten sind rund 1000 nicht aus den Niederlanden, sondern von Partnerschulen weltweit.
Heute nennt sich die Hogeschool Zeeland (HZ Vlissingen) „HZ University of Applied Sciences“, was dem im Deutschen verwendeten Begriff für Fachhochschulen entspricht.

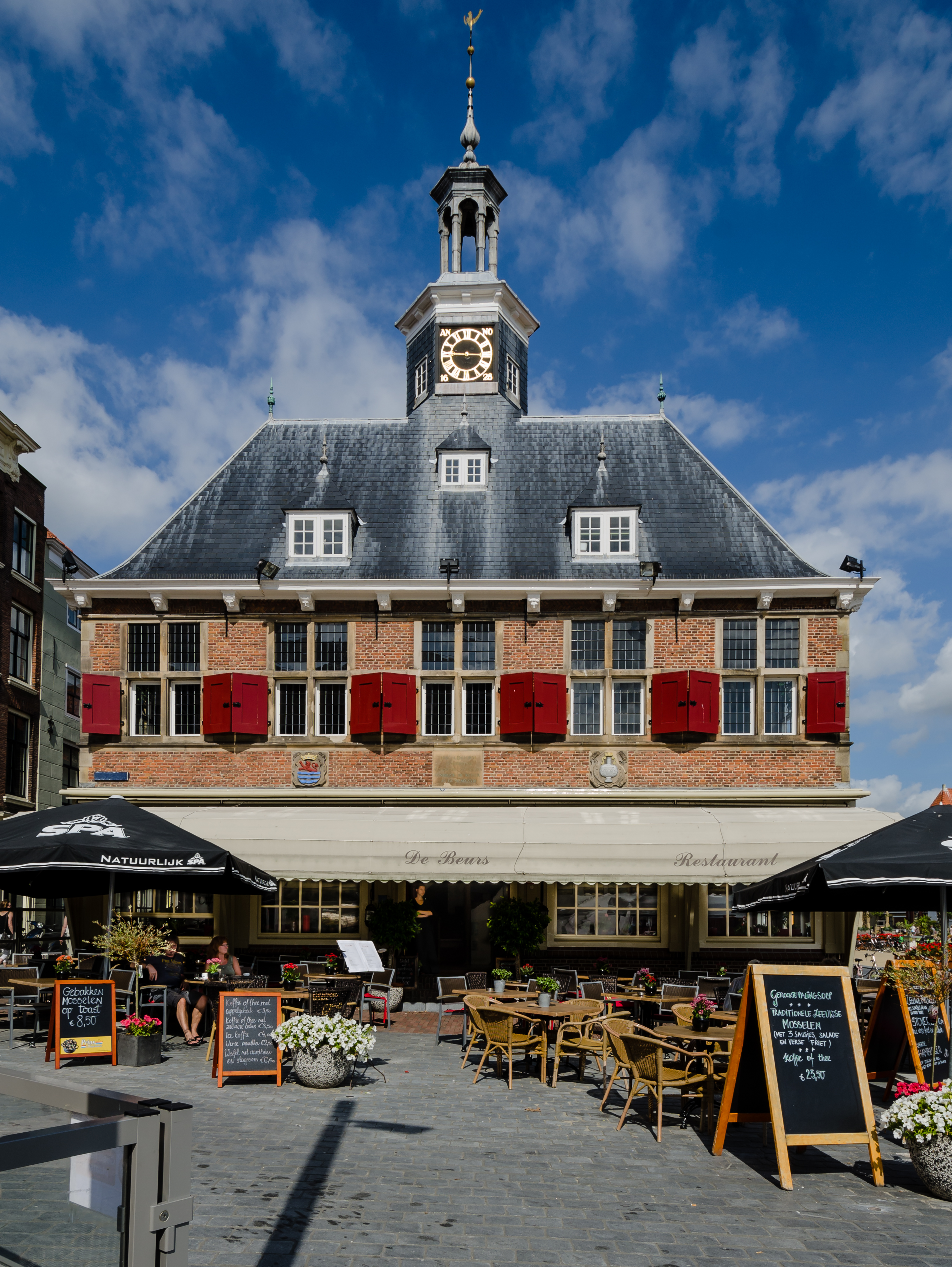
Gebäude der alten Börse

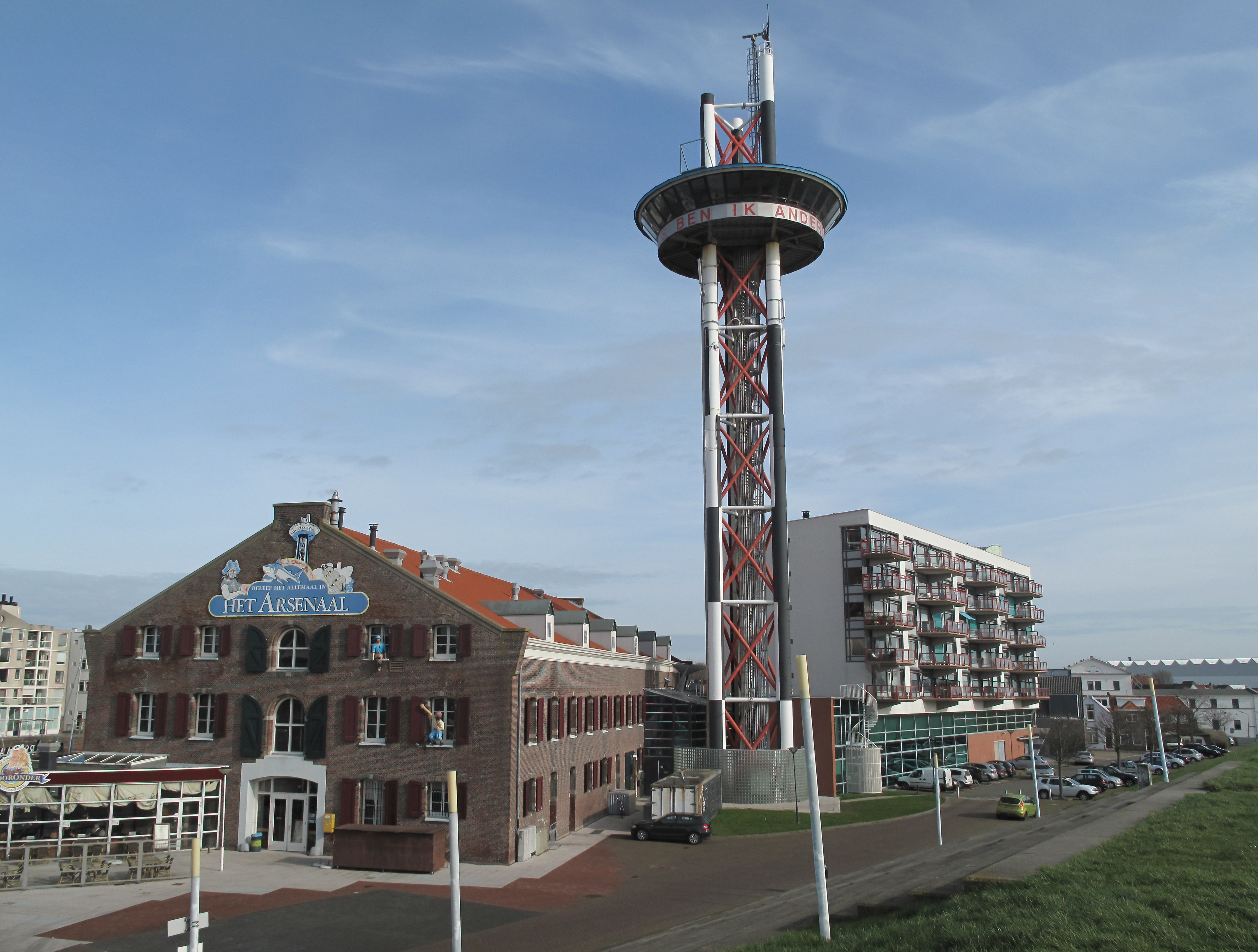
Vlissingen, das „Arsenaal“

## Sehenswürdigkeiten und Museen
- Fort Rammekens, ältestes noch existierendes Seefort Europas in der Nähe des Dorfes Ritthem
- Alte Börse von Vlissingen, gebaut im Renaissance-Stil im Jahr 1636[8]
- Zeeuws maritiem muZEEum vlissingen
- Grote of Sint Jacobskerk, spätgotische Hallenkirche
- Lutherse Kerk, barocke Saalkirche
- Gevangentoren, spätgotischer Turm der früheren Stadtbefestigung
- Reptilienzoo Iguana
- Het Arsenaal (das Arsenal)
- Bunker 143 Oranjemolen
- Dokje van Perry, ältestes noch existierendes Trockendock Europas
- das jährlich stattfindende Filmfestival Film by the Sea

## Wirtschaft und Infrastruktur
Die Schiffswerft Koninklijke Maatschappij „De Schelde“ (KMS) – heute Damen Schelde Naval Shipbuilding – wurde 1875 gegründet. Sie bildet zusammen mit der ebenfalls zur Damen-Gruppe gehörenden Jachtwerft Amels das Werftgebiet im Binnenhafen. Im Sloehafen östlich der Stadt befindet sich ein weiterer Werftstandort der Damen-Gruppe. Rund um den Sloehafen ist das weitläufige Industriegebiet Vlissingen-Oost entstanden. 1969 errichtete hier ein französischer Konzern eine Aluminiumfabrik, deren Strombedarf vom benachbarten Kernkraftwerk Borssele gedeckt wird. Neben diesem Kernkraftwerk besteht noch ein Gaskraftwerk. In Folge der Wirtschaftskrise mussten einige Betriebe an diesem Standort schließen, unter anderem besagte Aluminiumfabrik und ein Betrieb zur Produktion von Phosphor. Von einer bevorstehenden Schließung ebenfalls betroffen ist das Gaskraftwerk, hier bestehen jedoch noch ungenehmigte Pläne zur Umstellung auf Gas aus Biomasse.

### Erdöl-Lager
In Vlissingen endet der The ARA Refined Product Storage genannte Lagerkomplex. Der Komplex lagert einen einwöchigen Bedarf an Benzin sowie Naphta (für die Petrochemie) sowie für Kerosin und Destillate (vor allem Diesel-Kraftstoff). Die Lager sind verteilt auf Amsterdam, Rotterdam, Antwerpen und Vlissingen. Dafür sind jedoch keine riesigen Tanklager vorhanden, sondern rund 1000 kleinere Tanks in der Region der vier Städte verteilt. Sie beziehen bereits raffinierte Produkte, die hauptsächlich in den Niederlanden raffiniert werden.

### Verkehr

#### Zugverkehr
Vlissingen ist die Endstation der Zeeuwse Lijn. Auf dem Stadtgebiet existieren zwei Bahnhöfe, der am Hafen gelegene Bahnhof Vlissingen und der kleinere Bahnhof Vlissingen Souburg im gleichnamigen Vorort. Es halten zweimal stündlich Intercity-Züge in Richtung Rotterdam, Den Haag, Schiphol, Amsterdam und Lelystad.
Bis 1944 existierten zwei Straßenbahnlinien in Vlissingen. Eine Linie führte nach Middelburg durch die nördlichen Vororte der Stadt und die andere führte nach Koudekerke durch das Stadtzentrum von Vlissingen.

#### Straßenverkehr
Vlissingen ist über die A58 (E312) an das niederländische Autobahnnetz angeschlossen – diese hat in der Nähe des Hafens ihren Endpunkt. Die Autobahn verläuft über Roosendaal und Breda bis nach Eindhoven und gilt als Hauptverkehrsader von Zeeland. Eine autobahnähnlich ausgebaute Schnellstraße, parallel zum Kanaal door Walcheren, führt nach Middelburg.

#### Schiffsverkehr
Der Schiffsverkehr (kommerzieller- als auch der Freizeitverkehr) sind der Strömung der Schelde als auch den Gezeiten ausgesetzt, die vor Vlissingen ca. 60 cm ausmachen.
Der Freizeitverkehr hat in Vlissingen 3 Yachthäfen.
Der kommerzielle Schiffsverkehr tangiert Vlissingen auf dem Weg nach und von Gent bzw. Antwerpen. Vlissingen hat zudem einen Industriehafen im Osten der Stadt (Sloehafenkomplex).
Seit 1998 arbeiten der Sloehaven und der Hafen von Terneuzen unter einer Hafenbehörde unter dem Namen Port of Zeeland. 2018 erfolgte die Fusion mit der Hafengesellschaft von Gent (Belgien) zum North Sea Port.
Veolia Transport Fast Ferries betreibt eine Fährverbindung für Fußgänger und Radfahrer nach Breskens über die Westerschelde, die hauptsächlich von Schülern und Touristen genutzt wird. Die Fähre verkehrt in der Nebensaison jede Stunde, in der Hauptsaison halbstündlich. Bis zur Eröffnung des Westerscheldetunnel im März 2003 gab es große Fähren, die auch Kraftfahrzeuge transportierten.
Zwischen 1875 und 1939 sowie zwischen 1974 und 1994 hatte die Stadt eine tägliche Personen- und Güterfähre nach England. Von 1875 bis 1939 wurde diese durch die Steamship Company Zealand (SMZ) betrieben und bediente die Häfen in Sheerness, Queenborough, Folkestone und Harwich. Durch den Ausbruch des Zweiten Weltkrieges wurde der Fährverkehr jedoch bis auf Weiteres eingestellt. Nach dem Krieg wurde der Betrieb wegen des stark beschädigten Hafens von Vlissingen nicht wieder aufgenommen und die Route wurde über Hoek van Holland geführt. Erst 1974 wurde der Betrieb wieder aufgenommen, jedoch wurde nur noch der Hafen in Sheerness angefahren (Siehe Olau Line). Aufgrund des wirtschaftlichen Abschwungs in Großbritannien und der wachsenden Konkurrenz wurde die Verbindung am 15. Mai 1994 endgültig eingestellt.

#### Bus
Der Busverkehr in Vlissingen wird durch das Verkehrsunternehmen Connexxion durchgeführt. Es verkehren sieben Linien von Vlissingen in die Nachbargemeinden und durch die Stadt.

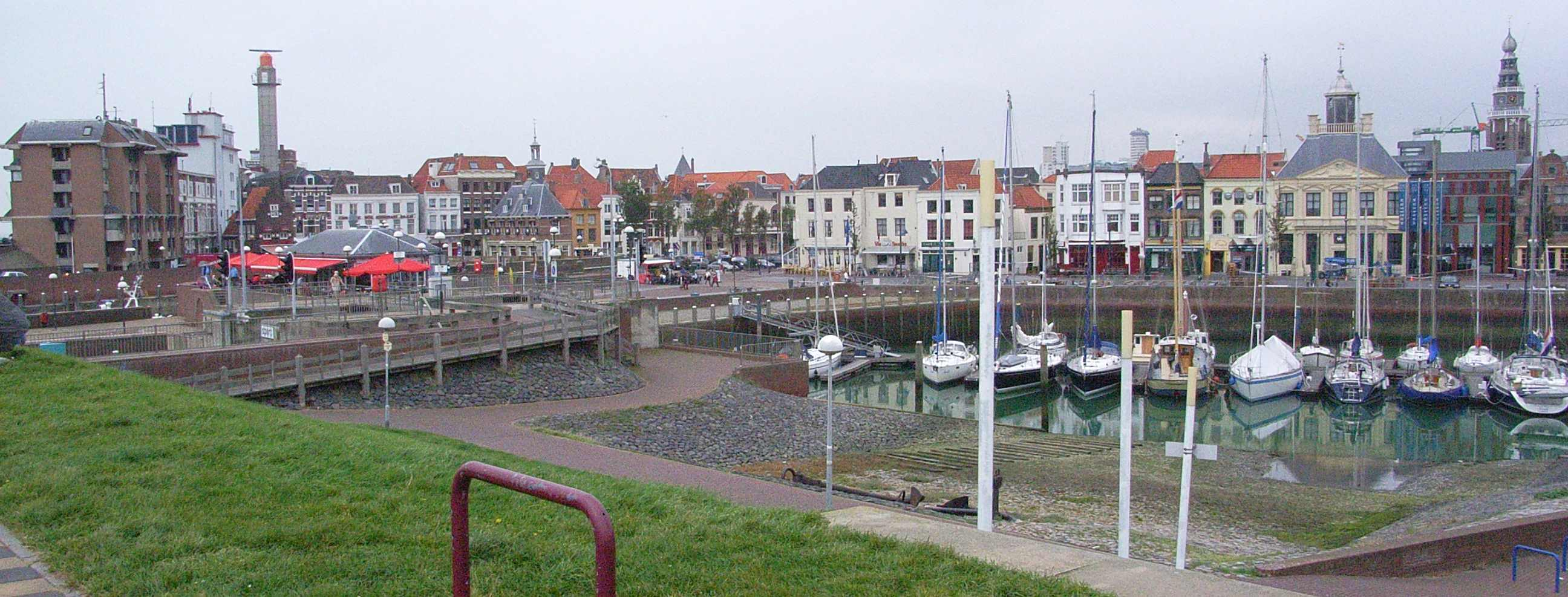
Jachthafen
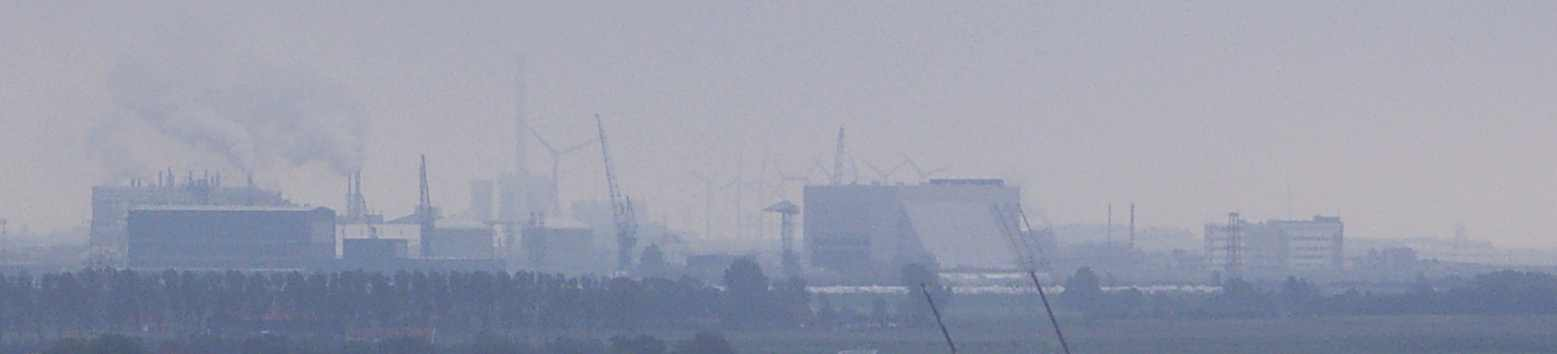
Industriegebiet am Sloehafen
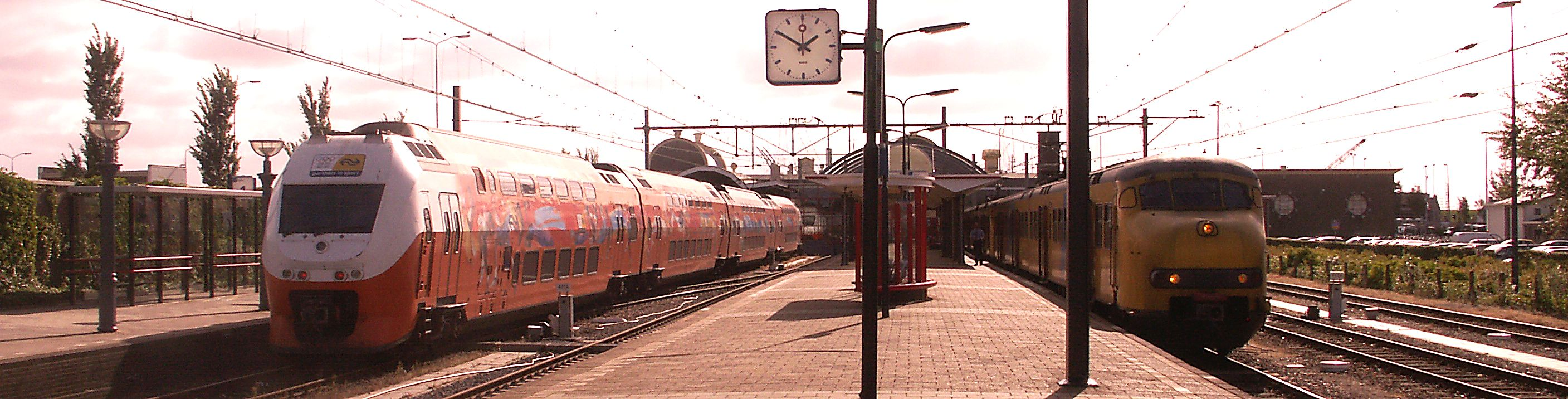
IC und Stoptrein im Bahnhof Vlissingen

## Persönlichkeiten

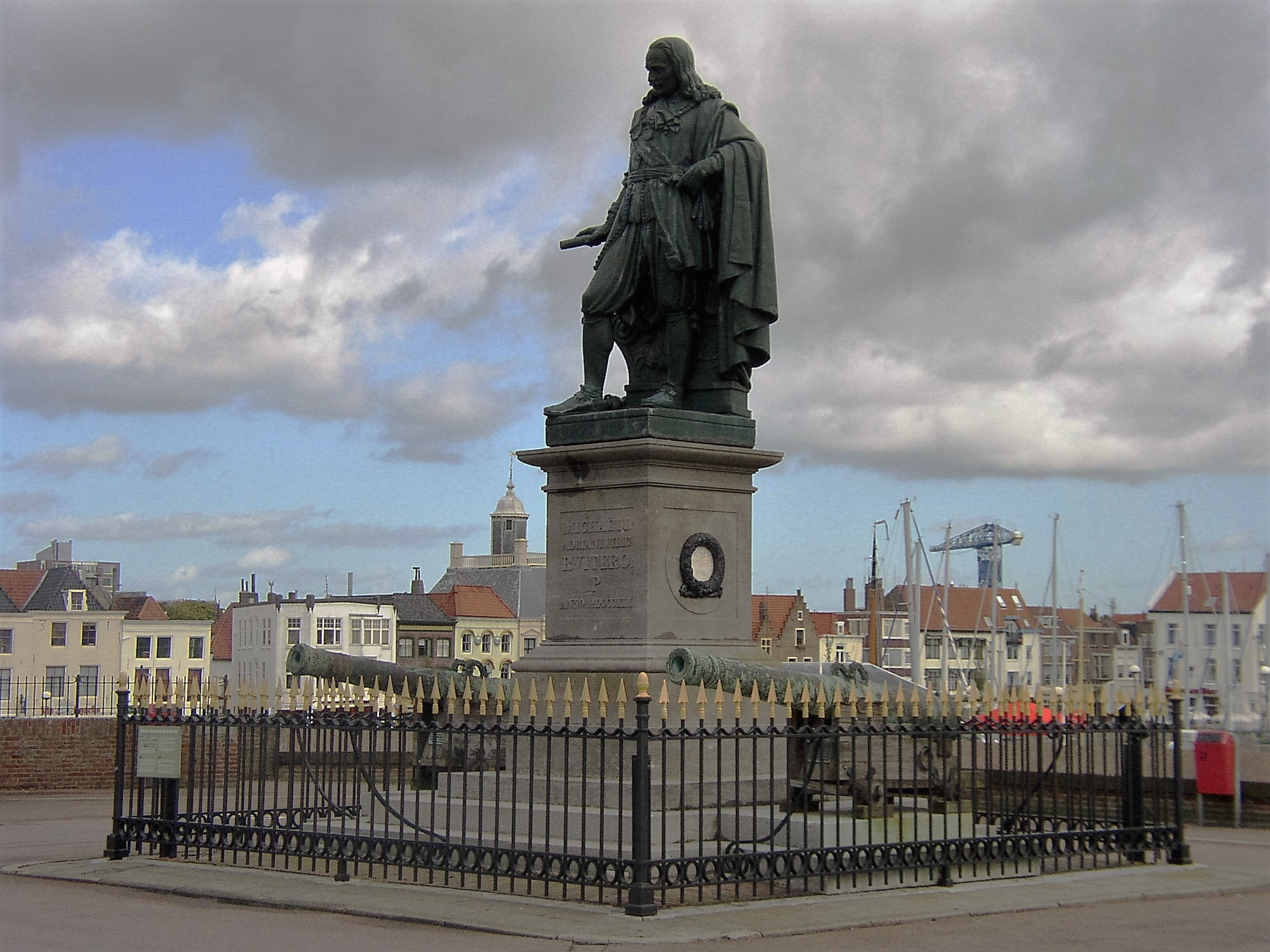
De-Ruyter-Denkmal am Hafen

- Cornelis Lampsins (1600–1664), Reeder, Großhändler und Politiker
- Michiel de Ruyter (1607–1676), Admiral
- Benjamin Raule (1634–1707), holländischer Reeder und kurbrandenburgischer Generalmarinedirektor
- Betje Wolff (1738–1804), Schriftstellerin
- Jean Théodore Bergman (1795–1878),  evangelischer Geistlicher, Philologe und Bibliothekar
- Jan Schröder (1800–1885), niederländischer Seeoffizier in preußisch-deutschen Diensten
- Constantin Guys (1802–1892), Maler und Zeichner
- Pauline Maillot (1812–1897), Bildhauerin
- Frederik Cornelis Tromp (1828–1900), Seeoffizier und Politiker
- Émile Cornellie (1869–1945), belgischer Segler
- Willem C. Schuylenburg (1875–1945), Archivar und Museumsleiter
- Carel Albert van Woelderen (1877–1951), Bürgermeister von Vlissingen
- Jean-Louis Pisuisse (1880–1927), Journalist und Kabarettist
- Jan Metzelaar (1891–1929), niederländisch-amerikanischer Fischereibiologe und Ichthyologe
- Clementinus Schutijser (1909–1988), 68. Generalminister des Kapuzinerordens
- Joris Tjebbes (1929–2001), Schwimmer
- Jan Verwey (* 1936), Jazzmusiker
- Chris de Vries (1939–2017), Fußballspieler
- John van de Rest (1940–2022), Regisseur und Drehbuchautor
- Arendo Joustra (* 1957), Journalist
- Rudi Hoogvliet (* 1958), deutscher Politiker (Bündnis 90/Die Grünen)
- Danny Blind (* 1961), Fußballspieler und -trainer
- Marco Kunst (* 1966), Schriftsteller
- Yvonne von Langen (* 1982), Leichtathletin, Siebenkämpferin
- Piëdro Schweertman (* 1983), Squashspieler
- Lex Veldhuis (* 1983), Pokerspieler
- Kim van Sparrentak (* 1989), Umweltwissenschaftlerin und Politikerin